# Isidoro de Pelusio
Isidoro de Pelusio o Pelusiota, santo de la Iglesia católica del s. IV y V. Nació, según Focio, en Alejandría hacia el año 360 y murió antes del 451. Es uno de los Padres del yermo y uno de los más importantes epistológrafos de la literatura bizantina. Venerado como santo, su fiesta se celebra el 4 de febrero.

## Obra
Sacerdote, hijo de padres nobles, se hace monje en las proximidades de Pelusio. Atestigua Severo de Antioquía que Isidoro escribió unas 3.000 cartas, de las que se conservan 2.012 comprendidas en 5 libros. Algunas están repetidas. De otras se pone en duda su autenticidad por carecer de estilo netamente epistolar. Focio las alaba como modelos en su género. Se ha pensado en otras dos obras más, de las que se piensa que la segunda formaba un todo con la primera quedando así su título: Λόγος πρός 'Ελληνας περί του μη είναι ειμαρμένη (Razones para los griegos de que no existe el destino). Otros autores, sin embargo, identifican dicha obra con la larga carta dirigida al sofista Arpócrates.

## Doctrina
La mayor parte de sus cartas tratan cuestiones sobre Sagrada Escritura; por ejemplo, muestra la superioridad del Nuevo sobre el Antiguo Testamento; su método de exégesis, como buen discípulo de Juan Crisóstomo, busca el significado literal, característico de la escuela antioquena, sin despreciar por eso la interpretación alegórica. Por lo que al dogma cristológico respecta, Isidoro rechaza enérgicamente el arrianismo, así como las tendencias maniqueas y apolinaristas. Advierte que no posee la fórmula adecuada para expresar rectamente la unión de las dos naturalezas en Cristo; rechaza tanto su separación como su mezcla. Μία υπόστασις (una sustancia) y εν πρόσωπον (una persona) podrían suponer el camino que condujese al fin deseado.